# 5. dodjela Zlatnog globusa
5. dodjela Zlatnog globusa održana je 10. ožujka 1948. za filmska ostvarenja u 1947. godini u hotelu Hollywood Roosevelt Hotel u organizaciji Udruženja hollywoodskih stranih novinara u Los Angelesu. Dodijeljeno je ukupno 13 nagrada u trinaest kategorija: najbolji film,  najboljeg redatelja,  najboljeg glumca – drama,  najbolju glumicu – drama, najboljeg sporednog glumca i najbolju sporednu glumicu. Na ovoj dodjeli prvi put su dodijeljene nagrade za najbolji scenarij, najbolju originalnu glazbu, najboljeg snimatelja,  najboljeg mladog glumca i  najbolju mladu glumicu, kao i dvije posebne nagrade.

## Dobitnici

### Najbolji film
Džentlmenski sporazum u režiji  Elia Kazana;

### Najbolji scenarij
George Seaton - Čudo u 34. ulici;

### Najbolji glumac
Ronald Colman - Dvostruki život;

### Najbolja glumica
Rosalind Russell - Korota pristaje Elektri;

### Najbolji redatelj
Elia Kazan - Džentlmenski sporazum;

### Najbolji sporedni glumac
Edmund Gwenn - Čudo u 34. ulici;

### Najbolja sporedna glumica
Celeste Holm - Džentlmenski sporazum;

### Najbolja originalna glazba
Max Steiner - Život s ocem;

### Najbolji kamerman
Jack Cardiff - Crni narcis;

### Najbolji mladi glumac
Richard Widmark - Poljubac smrti;

### Najbolja mlada glumica
Lois Maxwell - That Hagen Girl;

### Posebna nagrada za mladog glumca
Dean Stockwell - Džentlmenski sporazum;

### Posebna nagrada
Walt Disney - Bambi verzija filma na hindu jeziku;